# Une vendetta
Pour les articles homonymes, voir Vendetta (homonymie).
Une vendetta est une courte nouvelle de Guy de Maupassant, publiée en 1883.

## Historique
Une vendetta est initialement publiée dans la revue Le Gaulois du 14 octobre 1883, puis dans le recueil Contes du jour et de la nuit en 1885. 

## Résumé
À Bonifacio, une mère perd son fils unique, Antoine, tué d'un coup de couteau dans le ventre, à la suite d'une dispute. Le meurtrier s'enfuit en Sardaigne, de l'autre côté du détroit dans un village sarde « où se réfugient les bandits corses traqués de trop près. Ils peuplent presque seuls ce hameau en face des côtes de leur patrie en attendant là le moment de revenir et de retourner au maquis ». 
La mère devant le cadavre de son enfant lui promet la vendetta en déclarant : « Va, va, mon garçon, mon pauvre enfant ; dors, dors, tu seras vengé entends-tu ? C'est la mère qui le promet ». 
Enfermée chez elle avec pour seule compagnie sa chienne, elle cherche le moyen, malgré son grand âge et son infirmité, de venger son fils. Ayant affamé sa chienne, elle construit un mannequin qu'elle recouvre de boudin noir. Pendant trois mois, elle force régulièrement la chienne à jeûner avant de lui donner l'autorisation d'attaquer le mannequin et de le dévorer. En récompense, l'animal reçoit un morceau de boudin grillé. 
Une fois l'animal totalement conditionné, la vieille part en Sardaigne, identifie le meurtrier, puis lâche sa chienne sur le coupable. Elle rentre ensuite le soir chez elle, en Corse, et « elle dormit bien ».

## Édition française
- Une vendetta, dans Maupassant, Contes et Nouvelles, tome I, texte établi et annoté par Louis Forestier, éditions Gallimard, Bibliothèque de la Pléiade, 1974  (ISBN 978 2 07 010805 3).